# Clubiona subsultans
Clubiona subsultans este o specie de păianjeni din genul Clubiona, familia Clubionidae, descrisă de Thorell, 1875. Conform Catalogue of Life specia Clubiona subsultans nu are subspecii cunoscute.